# Pfälzische G 2.I
Die Dampflokomotiven der pfälzischen Gattung G 2.I waren Lokomotiven der Pfälzischen Eisenbahnen.
Insgesamt wurden von der Pfalzbahn 41 Exemplare dieser Lok für den zunehmenden Güterverkehr erworben. Sie wurden zwischen 1871 und 1876 von Maffei geliefert und waren unter anderem in Neustadt stationiert. Die Fahrzeuge entsprachen in weiten Teilen den bayrischen C III, erhielten jedoch eine innenliegende Steuerung mit außenliegenden Zylindern, Hallsche Kurbeln, einen glatten Stehkessel sowie einen Dampfdom und zahlreiche Sicherheitsventile. Sieben Fahrzeuge wurden an die Eisenbahnen des Saargebietes verkauft, und vier weitere wurden als Reparationsleistung abgegeben.
Die Lokomotiven waren mit einem Schlepptender der Bauart 2 T 8 ausgestattet.